# Милош Туровић
Милош Туровић је био активни политичар Јабланичког и Пчињског округа, учесник Босанско-херцеговачких устанака, председник Слишанске општине и изасланик окружног школског одбора.

## Биографија
Рођен је 1856. године у Селцима (Струга), у Дробњацима у Црној Гори, од оца Матеје Вујачића-Туровића и мајке Милице. Учесник је Босанско-херцеговачког устанка 1875—1878. године. После ослобођења јужне Србије од Турака, Милош Вујачић преселио се у Горњу Јабланицу, у Гајтан. Основну школу завршио је у манастиру Морачи и био писмен човек. У својој средини издвајао се по угледу, био је цењен у Јабланици и биран у органе власти. У три мандата биран је за председника Слишанске општине (1897—1899, 1900—1902. и 1903—1906) и изасланика окружног школског одбора за Јабланички Срез. Истакао се као првак Горње Јабланице око насељавања и збрињавања црногорско-херцеговачких насељеника и њихове сигурности од честих напада Арбанаса са Косова. Са оцем Матијом и братом Братићем Брајаном био је међу првим „крсташима” граничарима на Голаку.
Активно је учествовао у политичком животу Јабланичког среза и Врањског округа. Као веома позната и широка друштвена личност имао је велики број присталица. Припадао је групи виђенијих људи који су представљали „суд правичних људи”, који су мирили завађене, делили земљу и радили на умиру крви код завађених породица.
Са групом истакнутих Горњојабланичана 1888. године примљен је у аудијенцију код српског краља Милана I Обреновића у Нишу. Насељеници су од краља захтевали већу сигурност, ношење оружја, смањење пореза, изградњу путева и школа. Разговор се завршио празним краљевим обећањем, што је доцније утицало на појаву опозиције у Јабланици против династије Обреновић. За време Милана Обреновића, Милош је припадао напредњацима Народне либералне странке. На скупштинским и општинским изборима иступао је у име сељака, тражећи решавање аграрног питања, мењање пореске политике, за развој школства, веће политичке слободе и ново разграничење општина у Јабланичком срезу. Захваљујући слободоумном иступању, Милош је стекао доста присталица, али је навукао и гнев тадашњих начелника Јабланичког среза Тома Ораховца, Стевана Максимовића и Танасија Поповића Тасе.
Често је био прогоњен и хапшен због илегалног боравка кнеза Петра Карађорђевића у Горњој Јабланици 1897. године. О томе је објављен натпис „Вест из народа” у листу „Српска застава” (Народна либерална странка). Учитељ Милан Ристовић из Реткоцера, о хапшењу и боравку у затвору пише:
Лебане 23. августа 1897. Томо Ораховац, чувени јунак и бивши начелник Среза јабланичког, стрпа ме под два катанца, код Милоша Туровића, који лежи више од 100 дана за инат. Ја издржах 30 дана! Ту бих и умро, да Бог не даде, те се смени а дође господин Петровић који одмах потражи моју кривицу и пусти ме кући. Овакви Срби и српски чиновници хиљадили се!
И начелник Танасије Поповић хапсио је Туровића због јавног иступања да се оружје не одузима од насељеника, да се забране чести кулуци на јавним путевима и смање порез и прирез. Међутим, Радисав Петровић из Чокотина, са 100 наоружених коњаника из Горње Јабланице, сишли су у Лебане и оружано присилили капетана и начелника да пусти из затвора Милоша Туровића, председника Слишанске општине. Милош Туровић завршио је службеничку каријеру као бановски шумар. Учествовао је у балканским ратовима и Топличком устанку 1917. године. Умро је у Гајтану 1931. године, као угледан човек и домаћин. Његов син Матија је носилац Карађорђеве звезде са мачевима.